# 小俣喜久雄

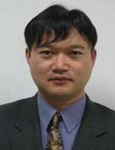

小俣 喜久雄（おまた きくお、1967年- ）は日本の近世芸能（主に一中節）及び台湾の民俗信仰（主に鄭成功）の研究者。元台湾の大葉大学応用日本語学科教授。

## 経歴
山梨県勝沼町生まれ、1986年、山梨県立甲府工業高等学校機械科卒、在学中にテーマ「平面図形の図心、立体の重心を求める」で山梨県工業高等学校「第1回プログラミングコンテスト」（機械系部門）金賞受賞（1984年）。1991年、東洋大学一部文学部国文学科卒。在学中に、一中節を中心テーマにすえ、近世芸能（歌舞伎、浄瑠璃等）の研究を始める。1991年度、東洋大学大学院文学研究科国文学専攻博士前期課程一年時に義太夫教室第44期（語り、三味線）部門修了。同時期に重要無形文化財保持者（人間国宝）都一いきの元で初代都太夫一中作曲の初期一中節を中心に語りの稽古をうける（1996年まで）。1994年より現学習院大学名誉教授諏訪春雄主催の中近世文芸研究会に参加。1996年、国立劇場内財団法人清栄会第9回奨励賞（研究者部門）受賞（受賞研究「初期一中節段物集成立小考」（1996）『東洋大学大学院紀要第32 集』）1999年度、国立国文学研究資料館研究員。2000年、東洋大学大学院文学研究科国文学専攻博士後期課程単位修得満期退学。2000年、台湾の大葉大学応用日本語学科専任講師、2002年、学習院大学日本語日本文学博士（論文博士）を取得。同年、専任助理教授（准教授）、2007年より専任副教授（上級准教授）、2017年より専任教授。渡台後は日本の近世芸能に加え、台湾の寺廟（主に鄭成功廟）、民俗信仰に対しても研究の範囲を広げている。

## 著書
- 鄭成功信仰と伝承,新典社,新典社研究叢書358,2022
- 台湾・開台聖王鄭成功主神廟の研究,致良出版社,2016
- 初代都太夫一中の浄瑠璃-音曲に生きた元住職-,新典社,新典社新書48,2010
- 初期一中節の研究,台北 文史哲出版社,文史哲學集成519,2006

## 共著・共編
- はじめに交流ありき　東アジアの文学と異文化交流,東アジア文化講座1,台湾の鄭成功伝承,文学通信，2021
- 一中節の基礎的研究 第1巻 正本集, 諏訪春雄共編 ,1998年度科学研究費補助金（研究成果公開促進費）刊行物,勉誠出版,1999

## その他
- 芸能名言辞典,東京書籍,1995,項目執筆
- 日本説話伝説大事典,勉誠出版,2000,項目執筆
- 大学日本語基礎,普林斯頓国際有限公司,2003,総編集及び項目執筆
- 国立劇場内財団法人清栄会第9回奨励賞（研究者部門）受賞,1996年

## 参考URL
- http://www.kai.ed.jp/ytn/h10pro-list.htm